# 44 de pisici
44 de pisici (în italiană: 44 Gatti) este un serial de animație italian pentru preșcolari. Dezvoltat în colaborare cu Antoniano di Bologna și RAI, serialul este produs și distribuit de studioul Rainbow (co-proprietar al Viacom). Serialul se difuzează pe toate canalele Nickelodeon deținute de Viacom, în timp ce în Italia, serialul de difuzează pe canalul YoYo. Serialul urmărește aventurile a patru pisoi care formează un grup muzical numit Buffycats.